# Esperimento di Avery
L'esperimento di Avery e dei suoi colleghi Colin MacLeod e Maclyn McCarty risale al 1944 e rappresenta una delle esperienze fondamentali per l'avanzamento delle conoscenze nel campo della genetica e della biologia molecolare.
Tramite questo esperimento, gli scienziati riuscirono a dimostrare che il cosiddetto principio trasformante (ovvero il portatore di informazioni geniche), scoperto nel 1928 da Frederick Griffith in seguito al suo famoso esperimento, era il DNA.

## L'esperimento di Griffith
L'esperimento di Avery si basa sull'impianto sperimentale di quello compiuto da Griffith. In breve, Griffith usò negli studi lo Streptococcus pneumoniae. In particolare due suoi ceppi: 
- il ceppo S, in grado di causare la polmonite nelle cavie (ceppo virulento).
- il ceppo R non in grado di causare la polmonite nelle cavie (ceppo avirulento).

Nei suoi esperimenti verificò e dimostrò che:
- Iniezione in topo del ceppo S provocava malattia e morte; era poi possibile isolare batteri S dai tessuti dell'animale.
- Iniezione in topo del ceppo R non provocava malattia e non era possibile isolare batteri R dai tessuti dell'animale.
- Iniezione in topo del ceppo S, ucciso in seguito a trattamento termico, non causava malattia e non era isolabile dai tessuti dell'animale.
- Iniezione in topo di una miscela di batteri S uccisi in seguito a trattamento termico e di batteri R vivi era in grado di provocare malattia e morte dell'animale. Dai tessuti del topo si potevano isolare batteri vivi del ceppo S.

Per spiegare questi risultati Griffith propose che all'interno della miscela contenente batteri morti S e di batteri vivi R, dovesse essere avvenuto lo scambio di una qualche sostanza (il materiale genetico) che avrebbe conferito virulenza ai batteri R (che venivano quindi trasformati in S).
L'esperimento di Avery di fatto mirò a determinare quale fosse questa sostanza.

## Schema dell'esperimento di Avery
Avery si procurò una coltura di pneumococchi di tipo S. A questo punto lisò le cellule (cioè ne ruppe la parete e la membrana cellulare) in modo da ottenere una soluzione nella quale era disciolto il materiale contenuto nei batteri, il cosiddetto estratto cellulare o lisato cellulare.
Il materiale genetico doveva presumibilmente essere uno dei diversi tipi di macromolecole biologiche presenti nei batteri: (proteine, polisaccaridi, acidi nucleici – ovvero DNA e RNA – e lipidi). Avery e colleghi riuscirono a separare l'estratto cellulare nelle varie componenti macromolecolari appena citate. Successivamente cercarono di capire quali di queste sostanze erano effettivamente in grado di trasformare batteri R avirulenti in batteri S virulenti. 
Una semplificazione dell'esperimento di Avery rispetto all'esperimento di Griffith fu il non utilizzo di cavie; ma solo l'osservazione in vitro, infatti i ceppi venivano indicati semplicemente come S (smooth) e R (rough). una volta separati tutti i componenti cellulari in provette differenti, osservarono in quali non avvenne trasformazione in seguito all'aggiunta di batteri R. 
una volta lisate le cellule di Streptococcus pneumoniae (l'agente eziologico di molte malattie come: polmonite, meningite batterica, sepsi...) del ceppo R, trattarono il listato con diversi enzimi per la purificazione: proteasi (tripsina e chimotripsina) per la degradazione di proteine, RNasi per la degradazione del'RNA e DNasi per la degradazione del DNA. 
i tre scienziati osservarono che la coltivazione trattata con DNasi; ovvero l'enzima che degrada il DNA, fu l'unica nel quale la trasformazione non avveniva, e conclusero che: Solo quando il DNA veniva distrutto con la DNasi, la trasformazione non avveniva. Questo fu il primo esperimento che provò con forza che il DNA è il materiale genetico, ma per la prova definitiva si dovette aspettare l'esperimento di Hershey e Chase nel 1953.

## Le critiche all'esperimento
Il sopracitato esperimento non convinse tutti gli scienziati dell'epoca. Vi era infatti in quel periodo la convinzione diffusa (tra l'altro insita nello stesso Griffith) che il materiale genetico dovesse essere di natura proteica. Sia il DNA che le proteine sono dei polimeri. Nel caso delle proteine i monomeri (le unità base che ripetute danno il polimero) sono i 20 amminoacidi. Nel caso del DNA i monomeri sono solamente i 4 deossiribonucleotidi.
Dal momento che l'informazione genetica doveva essere contenuta in queste macromolecole lineari, e considerata la grande differenza genetica tra le varie specie, pareva più sensato che il materiale genetico fosse di natura proteica: in questo modo, rispetto agli acidi nucleici, sarebbero state possibili molte più combinazioni tra i vari monomeri e di conseguenza l'informazione contenuta dalla macromolecola sarebbe stata maggiore.
Sotto la spinta di queste convinzioni, quello che veniva criticato ad Avery era la non completa purezza degli acidi nucleici utilizzati nell'esperimento: all'interno delle soluzioni contenenti DNA e RNA si ipotizzava fossero presenti anche tracce di proteine, le stesse proteine che gli scienziati scettici pensavano costituissero il materiale genetico.
In questo senso, pur non tralasciando l'importanza dell'evidenza sperimentale, non si può dire che l'esperimento di Avery, MacLeod e McCarty fosse la prova definitiva. Solo una decina di anni più tardi (1953), Hershey e Chase dimostrarono che il materiale genetico è costituito da DNA.
Pochi anni più tardi (1956) Gierer e Scharamm con i loro esperimenti su TMV estesero ulteriormente il concetto di materiale genetico: dimostrarono infatti che in alcuni organismi sprovvisti di DNA (gli RNA virus) era l'RNA e non il DNA il loro materiale genetico.